# Sarmata Warszawa

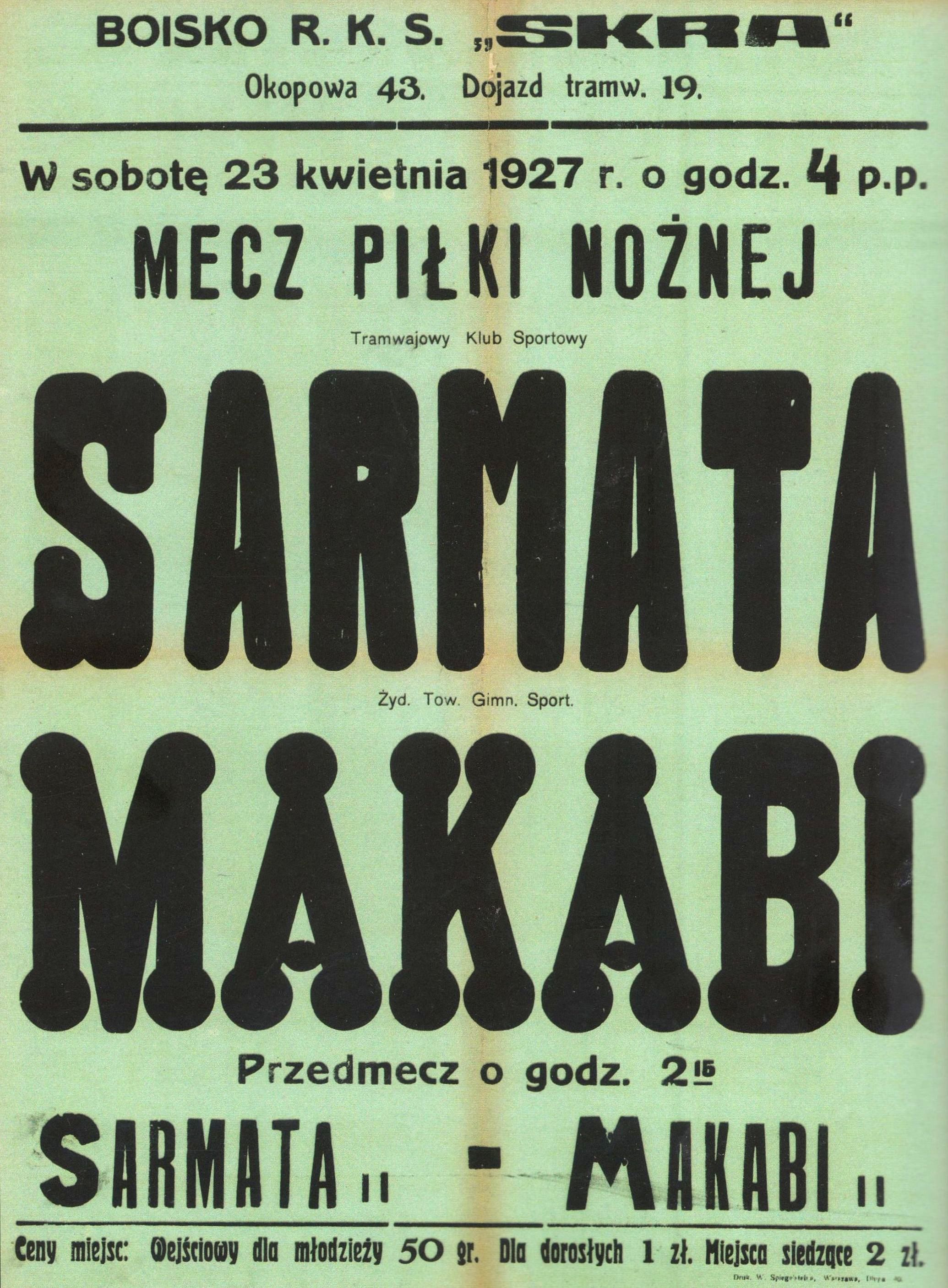
Plakat zapowiadający mecz piłki nożnej z Makabi Warszawa na stadionie „Skry” 23 kwietnia 1927

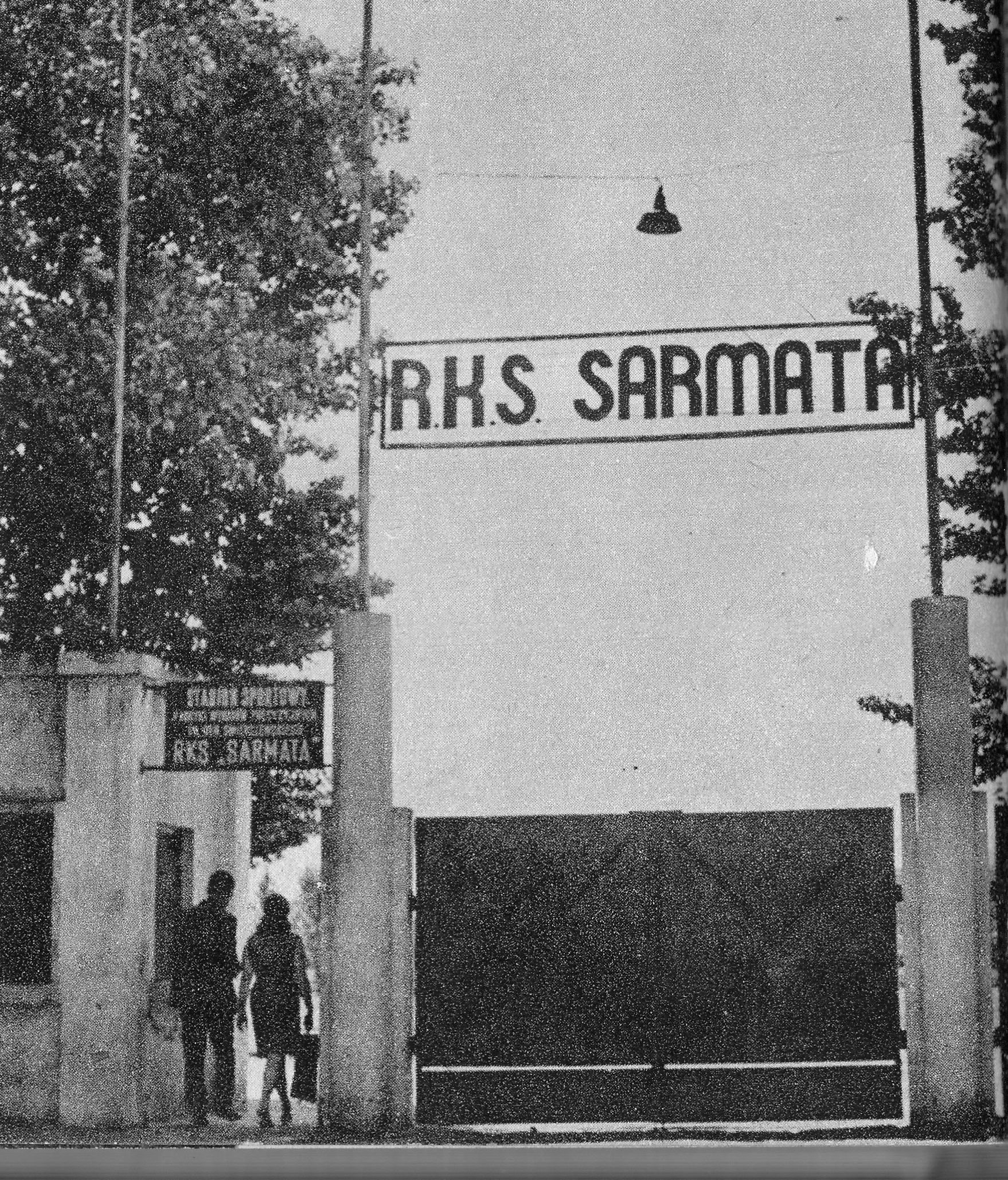
Wejście na stadion klubu ok. 1971

Robotniczy Klub Sportowy „Sarmata” Warszawa – jeden z najstarszych klubów sportowych Warszawy, działający na Woli. Korzysta z obiektów sportowych zlokalizowanych przy ulicy Okopowej 55a – boisko ZS im. Michała Konarskiego.

## Historia
Klub powstał 21 czerwca 1921 roku pod patronatem Polskiej Partii Socjalistycznej i związku zawodowego tramwajarzy, z inicjatywy Jana Władysława Wilczyńskiego i Stanisława Szkielii. Wkrótce wykształciły się silne sekcje lekkoatletyki, piłki nożnej, kolarstwa, boksu, łyżwiarstwa szybkiego, gimnastyki, pływania i tenisa stołowego. Pierwsze treningi odbywały się na placu Budla (dzisiejsza ulica Tyszkiewicza).
Sarmata nie posiadał własnych obiektów sportowych. Swoje mecze rozgrywał na stadionie „Skry” przy ul. Okopowej 43, a zimą trenował w sali gimnastycznej w Szkole Tramwajarskiej.
W 1926 roku był jednym z klubów założycielskich Związku Robotniczych Stowarzyszeń Sportowych Rzeczypospolitej Polskiej. Innymi klubami były RTS „Widzew”, RKS „Skra”, RKS „Marymont”, RKS Lwów i RKS „Siła-Janów”.
Uchwałą Prezydium Krajowej Rady Narodowej z 11 października 1946 na wniosek zastępcy Naczelnego Dowódcy WP gen. dyw. Mariana Spychalskiego zostali odznaczeni Złotymi i Srebrnymi Krzyżami Zasługi działacze i zawodnicy klubu za zasługi położone przy organizacji Robotniczego Tramwajowego Klubu Sportowego "Sarmata" w 25-tą rocznicę istnienia klubu.
W latach 1957–1960 przy dużym wsparciu zakładów Fabryki Wyrobów Precyzyjnych im. gen. Karola Świerczewskiego, Zakładów Mechanicznych im. Marcelego Nowotki, Zakładów Wytwórczych Lamp Elektrycznych im. Róży Luksemburg i Zakładów Radiowych im. Marcina Kasprzaka między ulicami: Wolską a Kasprzaka powstał Ośrodek Atletyczny „Sarmaty” przy ulicy Wolskiej 77, gdzie były – poza boiskiem i bieżnią – również sale do siatkówki, koszykówki, tenisa stołowego, pomieszczenia dla zawodników.
Sarmata Warszawa jest złotym medalistą drużynowych mistrzostw Polski w łyżwiarstwie szybkim z 1965.
Teren klubu stał się własnością zakładów VIS Warszawa w 2000 roku i został sprzedany w 2005 roku hiszpańskiemu inwestorowi Polestrella (od 2011 roku Sorolla Sp. z o.o.), który zamierzał w tym miejscu postawić osiedle mieszkaniowe. Po protestach samorządowców inwestor zgodził się na wybudowanie obiektu sportowego na jednej czwartej powierzchni na części działki ograniczonej ulicami Ludwiki i Wolskiej. Wyłożony w 2011 i 2014 roku plan zagospodarowania przestrzennego zakładał, że teren stadionu zostanie przeznaczony jedynie na cele sportowe, a zachodnia część nieruchomości pod zabudowę mieszkaniową lub usługową do 29 metrów. Deweloper złożył do planu wniosek o zgodę na zabudowę prawie połowy terenu blokami o wysokości do 45 metrów, który został uwzględniony przez prezydent miasta Hannę Gronkiewicz-Waltz. Jednak w marcu 2012 roku radni z Komisji Ładu Przestrzennego zarekomendowali Radzie Warszawy odrzucenie wniosku dewelopera. Deweloper w 2013 roku uzyskał prawomocną decyzję o warunkach zabudowy na budowę budynków mieszkaniowych wielorodzinnych. W 2016 roku większość działki (poza terenem, który kiedyś zajmowało boisko) sprzedano spółce deweloperskiej SGI SA. Władze dzielnicy Wola zadeklarowały w 2017 roku chęć odzyskania obu działek (Sorolli i SGI) i przeznaczenia ich na cele sportowe. W czerwcu 2018 roku Prezydent m.st. Warszawy wyłożył miejscowy plan zagospodarowania rejonu ul. Wolskiej i Płockiej, który przeznacza działkę, na której był dawny stadion na usługi sportu, a część wschodnią terenu na budownictwo wielorodzinne. 
W związku z tymi perturbacjami w pierwszej dekadzie XXI wieku klub przez pewien czas był zawieszony, jednak został reaktywowany w 2009.

## Zawodnicy
- Andrzej Badeński – lekkoatleta, medalista na Olimpiadzie w Tokio w 1964 r.
- Marcin Borski – polski sędzia piłkarski (Mazowiecki ZPN), sędzia Ekstraklasy i międzynarodowy (licencja FIFA od 2006).
- Krzysztof Dowhań – najlepszy polski trener bramkarzy; wśród jego podopiecznych można wymienić Macieja Szczęsnego, Artura Boruca, Łukasza Fabiańskiego i Jána Muchę
- Wojciech Drzyzga – reprezentant kraju w siatkówce, olimpijczyk, medalista Mistrzostw Europy w siatkówce, był członkiem klubu w latach 1974–1976.
- Stanisław Kłotkowski – zawodnik klubu, późniejszy trener mistrzyni Polski w łyżwiarstwie szybkim Zofii Tokarczyk
- Janusz Kusociński – najpierw trenował piłkę nożną, później biegi, członek klubu w latach 1926–1929 (złoty medal na Olimpiadzie w Los Angeles w 1932 r.)
- Stanisław Królak – pierwszy polski zwycięzca Wyścigu Pokoju (1956 r.)
- Bolesław Napierała – kolarz
- Elwira Seroczyńska – (członkini klubu w latach 1957–1964), srebrna medalistka w łyżwiarstwie szybkim na Olimpiadzie w Squaw Valley w 1960 r.
- Jerzy Liebchen – mistrz Polski seniorów w łyżwiarstwie szybkim
- Sławomir Grasza – wielokrotny mistrz i rekordzista Polski w łyżwiarstwie szybkim
- Romana Troicka – wielokrotna mistrzyni i rekordzistka Polski w łyżwiarstwie szybkim
- Leszek Ułasiewicz – trener klubowy oraz wieloletni trener kadry narodowej łyżwiarzy szybkich, szef wyszkolenia PZŁS, uczestnik 5 zimowych olimpiad
- Andrzej Leszczyński – zawodnik i wieloletni sędzia PZŁS
- Marek Szala – zawodnik i wieloletni sędzia PZŁS

## Stan obecny
Po reaktywacji drużyna seniorów od sezonu 2018/2019 zaczęła od gry w B-klasie. Obecnie klub gra jeden szczebel wyżej, w A-klasie. Sarmata nie posiada obecnie swojego własnego stadionu, przez co mecze jako gospodarz rozgrywa na boisku przy ul. Okopowej 55a, niedaleko miejsca, gdzie grał przed wojną na ówczesnych obiektach Skry.

## Sezony

### Sarmata przed wojną
| Sezon   | Liga          | M-ce | Gry | Punkty | Bramki | Uwagi                                                   |
| ------- | ------------- | ---- | --- | ------ | ------ | ------------------------------------------------------- |
| 1924-25 | C klasa       | 1/5  |     |        |        | Sarmata przystąpił do rozgrywek WOZPN                   |
| 1926    | B Klasa       | 4/6  |     |        |        |                                                         |
| 1927    | B Klasa       | ?    |     |        |        | utworzenie Ligi Polskiej                                |
| 1928    | B Klasa       | ?    |     |        |        |                                                         |
| 1929    | B Klasa       | ?    |     |        |        |                                                         |
| 1930    | B Klasa       | ?    |     |        |        |                                                         |
| 1931    | B Klasa       | ?    |     |        |        |                                                         |
| 1932    | B Klasa       | 3/6  |     |        |        | awans; utworzenie oddzielnych rozgrywek robotniczych 1) |
| 1933    | A Klasa (RPA) | 6/6  | 10  | 3      | 6:26   | utrzymanie dzięki powiększeniu ligi                     |
| 1934    | A Klasa (RPA) | 3/9  | 8   | 11     | 22:10  | grano I rundę, przejście na jesień-wiosna               |
| 1934/35 | A Klasa (RPA) | 1/9  | 16  | 25     | 49:19  | 2) baraż o mistrzostwo okręgu: Okęcie (Skoda) 0:2, 0:3  |
| 1935/36 | A Klasa (RPA) | 5/8  | 14  | 13     | ?      |                                                         |
| 1936/37 | A Klasa (RPA) | 5/8  | 14  | 13     | 22:33  | utworzenie od nowego sez. Ligi okręgowej                |
| 1937/38 | A Klasa (RPA) | 5/7  | 12  | ?      | ?      |                                                         |
| 1938/39 | A Klasa (RPA) | 2/8  | 14  | 19     | ?      | porażka w dodatkowym meczu o awans z Gwiazdą W-wa       |

### Sarmata po wojnie
| Sezon   | Liga                             | M-ce  | Gry | Punkty | Bramki | Uwagi                                                    |
| ------- | -------------------------------- | ----- | --- | ------ | ------ | -------------------------------------------------------- |
| 1945    | Mistrzostwa WOZPN                | 12/12 | 11  | ?      | ?      | Sarmata odpada w I rundzie mistrzostw                    |
| 1946    | B Klasa gr.I                     | 6/8   | 14  |        |        | spadek                                                   |
| 1947    | C Klasa                          | 1/4   | ?   | ?      | ?      | awans, w finale baraży zwycięstwo z Wolą 4:3             |
| 1947/48 | B Klasa gr.II                    | 2/4   | 6   | 7      | 28-14  | reaktywacja ligi                                         |
| 1948/49 | B Klasa gr.II                    |       | 6   | 2      |        | powstaje II liga Sarmata po jesieni zawiesza działalność |
| 1957    | A Klasa                          | 13/14 | 26  | ?      | ?      | spadek reaktywacja 3 lutego 1957; gra przy Wolskiej 77   |
| 1958    | B Klasa gr.VI                    | 4/11  | 20  | 24     | 43-36  |                                                          |
| 1959    | B Klasa gr.III                   | 6/14  | 26  | 32     | 85-37  |                                                          |
| 1960    | B klasa gr.III                   | 2/14  | 26  | 37     | 63-40  |                                                          |
| 1960/61 | B Klasa gr.V                     | 1/8   | 14  | 21     | 35-20  | awans                                                    |
| 1961/62 | A Klasa gr.II                    | 6/12  | 22  | 22     | 53-42  |                                                          |
| 1962/63 | A Klasa gr.II                    | 3/13  | 24  | 30     | 55-35  |                                                          |
| 1963/64 | A Klasa gr.II                    | 1/14  | 26  | 38     | 70-30  | awans                                                    |
| 1964/65 | Liga Okręgowa W-wa               | 10/12 | 22  | 17     | 22-28  |                                                          |
| 1965/66 | Liga Okręgowa W-wa               | 9/12  | 22  | 17     | 18-31  | spadek o 1 poziom 3)                                     |
| 1966/67 | Liga Okręgowa woj.warsz.         | 14/14 | 26  | 16     | 21-41  | spadek                                                   |
| 1967/68 | A Klasa gr.II                    | 3/16  | 30  | 40     | 70-37  |                                                          |
| 1968/69 | A Klasa gr.II                    | 6/14  | 26  | 27     | 54-35  |                                                          |
| 1969/70 | A Klasa gr.II                    | 8/12  | 22  | 20     | 31-24  |                                                          |
| 1970/71 | A Klasa gr.II                    | 9/12  | 22  | 16     | 31-35  |                                                          |
| 1971/72 | A Klasa gr.II                    | 2/12  | 22  | 29     | 40-24  |                                                          |
| 1972/73 | A Klasa gr.II                    | 4/12  | 22  | 23     | 30-27  | awans dzięki reformie rozgrywek                          |
| 1973/74 | A Klasa woj.warszawskie-zachód   | 7/14  | 26  | 28     | 49-39  | awans dzięki reformie rozgrywek                          |
| 1974/75 | Liga Okręgowa W-wa               | 8/12  | 22  | 19     | 26-38  |                                                          |
| 1975/76 | Liga Okręgowa gr.I               | 12/12 | 22  | 14     | 21-47  | spadek o 2 poziomy                                       |
| 1976/77 | B Klasa gr.I                     | 6/13  | 24  | 28     | 36-25  |                                                          |
| 1977/78 | B Klasa gr.II                    | 2/14  | 26  | 41     | 54-16  | od nowego sez.5 poziom to A kl.                          |
| 1978/79 | A Klasa gr.II                    | 3/14  | 26  | 32     | 64-35  |                                                          |
| 1979/80 | A Klasa gr.II                    | 1/14  | 26  | 42     | 62-13  | awans                                                    |
| 1980/81 | Liga Okręgowa                    | 7/14  | 24  | 26     | 32-25  | Polam W-wa wycofał się stąd tylko 24 gry                 |
| 1981/82 | Liga Okręgowa                    | 9/14  | 26  | 27     | 37-35  |                                                          |
| 1982/83 | Liga Okręgowa                    | 4/14  | 26  | 29     | 43-33  |                                                          |
| 1983/84 | Liga Okręgowa                    | 7/14  | 26  | 26     | 33-27  |                                                          |
| 1984/85 | Liga Okręgowa                    | 8/14  | 26  | 27     | 38-35  |                                                          |
| 1985/86 | Liga Okręgowa                    | 11/14 | 26  | 21     | 29-48  |                                                          |
| 1986/87 | Liga Okręgowa                    | 8/14  | 26  | 25     | 27-37  |                                                          |
| 1987/88 | Liga Okręgowa                    | 6/14  | 26  | 29     | 35-26  |                                                          |
| 1988/89 | Liga Okręgowa                    | 8/14  | 26  | 24     | 50-41  | spadek, od nowego sezonu 4 poziom to M.L.S.              |
| 1989/90 | Liga Okręgowa                    | 1/12  | 22  | 32     | 68-30  | awans                                                    |
| 1990/91 | Międzyokręgowa L.Seniorów        | 5/16  | 30  | 36     | 57-47  |                                                          |
| 1991/92 | Międzyokręgowa L.Seniorów        | 14/16 | 28  | 19     | 43-64  | Orzyc Chorzele wycofał się stąd tylko 28 gier            |
| 1992/93 | Międzyokręgowa L.Seniorów        | 8/16  | 30  | 30     | 48-45  |                                                          |
| 1993/94 | Międzyokręgowa L.Seniorów        | 13/16 | 30  | 24     | 40-51  |                                                          |
| 1994/95 | Międzyokręgowa L.Seniorów        | 3/16  | 30  | 38     | 59-38  | ostatni raz 2 pkt. za zwycięstwo                         |
| 1995/96 | Międzyokręgowa L.Seniorów        | 7/16  | 30  | 45     | 47-34  | odtąd 3 pkt. za zwycięstwo                               |
| 1996/97 | IV Liga warszawsko-mazurska gr.I | 11/16 | 30  | 39     | 34-47  | 4 poziom zmienił nazwę na IV Liga                        |
| 1997/98 | IV Liga warszawsko-mazurska gr.I | 15/16 | 30  | 22     | 28-55  | spadek                                                   |
| 1998/99 | Liga Okręgowa W-wa               | 7/16  | 30  | 42     | 49-52  |                                                          |
| 1999/00 | Liga Okręgowa W-wa               | 12/16 | 30  | 36     | 36-36  |                                                          |
| 2000/01 | Liga Okręgowa Mazowsze gr.I      | 2/17  | 32  | 70     | 83-30  | baraże o awans: porażka z Video Ciepielów 0:1,2:1        |
| 2001/02 | Liga Okręgowa W-wa               | 4/16  | 30  | 53     | 58-41  | od nowego sez.5 poziom pod nazwą MLS                     |
| 2002/03 | Mazowiecka Liga Sen. gr.płd      | 13/15 | 28  | 26     | 34-64  | spadek - baraż z Błonianką Błonie 1:0, 0:3(dogr.)        |
| 2003/04 | Liga Okręgowa W-wa wschód        | 12/14 | 26  | 24     | 37-71  |                                                          |
| 2004/05 | Liga Okręgowa W-wa zachód        | 12/16 | 30  | 33     | 31-62  |                                                          |
| 2005/06 | Liga Okręgowa W-wa gr. II        | 15/16 | 30  | 15     | 19-90  | Sarmata nie startuje w latach 2006-2009                  |
| 2009/10 | B Klasa W-wa gr. III             | 3/13  | 24  | 49     | 83-57  |                                                          |
| 2010/11 | B Klasa W-wa gr. I               | 3/12  | 22  | 37     | 61-44  |                                                          |
| 2011/12 | B Klasa W-wa gr. IV              | 2/11  | 20  | 43     | 87-22  | awans                                                    |
| 2012/13 | A Klasa W-wa gr. III             | 2/14  | 26  | 55     | 76-29  | awans                                                    |
| 2013/14 | Liga Okręgowa W-wa gr.II         | 12/17 | 32  | 37     | 52-76  |                                                          |
| 2014/15 | Liga Okręgowa W-wa gr.II         | 16/16 | 30  | 19     | 50-86  | spadek, klub nie zgłasza się do kolejnych rozgrywek      |
| 2018/19 | B klasa W-wa gr.IV               | 1/13  | 24  | 64     | 71-23  | awans                                                    |
| 2019/20 | A Klasa W-wa gr.I                | 2/14  | 13  | 32     | 36-17  | awans, z powodu wirusa covid-19 tylko runda jesienna     |
| 2020/21 | Liga Okręgowa W-wa gr.II         | 16/18 | 34  | 21     | 47-117 | spadek                                                   |
| 2021/22 | A klasa W-wa gr.III              | 14/15 | 28  | 16     | 37-77  | utrzymanie po barażach                                   |
| 2022/23 | A klasa W-wa gr.III              | 10/14 | 26  | 32     | 40-48  | reforma - A klasa spada na 8 poziom                      |
| 2023/24 | A klasa W-wa gr.III              | 10/14 | 26  | 33     | 47-54  |                                                          |
| 2024/25 | A klasa W-wa gr.III              | ?/14  | 26  | ?      | ??-??  |                                                          |

| Oznaczenie kolorami |
| ------------------- |
| I poziom ligowy     |
| II poziom ligowy    |
| III poziom ligowy   |
| IV poziom ligowy    |
| V poziom ligowy     |
| VI poziom ligowy    |
| VII poziom ligowy   |
| VIII poziom ligowy  |
| IX poziom ligowy    |

- 1) RPA - Robotniczy Podokręg Autonomiczny
- 2) mistrz A Klasy RPA grał baraż o mistrzostwo Okręgu z mistrzem zwykłej A Klasy, w tym przypadku w lipcu 1935 Sarmata przegrał z Okęciem 0:3 na stadionie Skry i 0:2 na Okęciu[10]
- 3) 11 i 12 zespół spadały od razu o 2 poziomy